# Alain Fromager
Alain Fromager (* 30. Oktober 1960 in Saint-Maur-des-Fossés, Frankreich) ist ein französischer Komödiant und Filmschauspieler.

## Leben
Alain Fromager ist vor allem ein Theaterschauspieler. Seit Mitte der 1980er Jahre spielte er in mehr als 20 Stücken von Klassikern bis zeitgenössischem Theater.
Seinen ersten Filmauftritt hatte Alain Fromager in dem 1986 erschienenen und von Francis Huster inszenierten Spielfilm On a volé Charlie Spencer! als namenloser Nebendarsteller. In Paul Zinyafskis 1988 veröffentlichtem Thriller Paris bei Nacht hatte Fromager zum ersten Mal einen Rollennamen, als er die Figur des Paul Zinyafski spielte.

## Filmografie (Auswahl)
- 1986: On a volé Charlie Spencer!
- 1988: Frequenz Mord (Fréquence meurtre)
- 1988: Inspektor Lavardin (Les Dossiers secrets de l’inspecteur Lavardin) (TV-Serie, eine Folge)
- 1988: Paris bei Nacht (Paris by Night)
- 1989: Milch und Schokolade (Romuald et Juliette)
- 1989: I Want to Go Home
- 1991: Cherokee
- 1992: Indochine
- 1993: Das Leben der Anderen (Comment font les gens)
- 1993: Maigret (TV-Reihe, eine Folge)
- 1994: Die Kinder aus der Rue Charonne (Les Enfants du faubourg) (TV-Film)
- 1995: Hippolytes Fest (Au petit marguery)
- 1995: Die Zeit der Entscheidungen (L’Âge des possibles)
- 2003: Nos enfants chéris
- 2006: Poltergay
- 2007: Fred Vargas – Fliehe weit und schnell (Pars vite et reviens tard)
- 2008: Liebe und Revolution (Nés en 68)
- 2009: Public Enemy No. 1 – Todestrieb (L’Ennemi public nº 1)
- 2010: Le Mac – Doppelt knallt’s besser (Le Mac)
- 2011: Tod nach Ritual (Rituels meurtriers)
- 2011: La Nouvelle Blanche Neige (TV-Film)
- 2012: Engrenages (TV-Serie, eine Folge)
- 2013: Tiger Lily, quatre femmes dans la vie (TV-Miniserie)
- 2015: Encore heureux
- 2016: The Jews (Ils sont partout)
- 2016–2017: Glacé – Ein eiskalter Fund (Glacé) (TV-Miniserie)
- 2017: Capitaine Marleau (TV-Reihe, eine Folge)
- 2020: Romance (TV-Serie, fünf Folgen)
- 2021: Drame en haute mer (TV-Film)
- 2021–2022: Rebecca (TV-Serie, vier Folgen)
- 2024: Niki de Saint Phalle (Niki)